# Hoplitis picicornis
Hoplitis picicornis är en biart som först beskrevs av Morawitz 1895.  Hoplitis picicornis ingår i släktet gnagbin, och familjen buksamlarbin. Inga underarter finns listade i Catalogue of Life.